# Puerto Busch
Puerto Busch es un puerto militar y comercial de Bolivia, situado en el extremo este del país (exactamente la base del Triángulo Dionisio Foianini), en la provincia Germán Busch del departamento de Santa Cruz.
Se encuentra ubicado cerca de la triple frontera con Bahía Negra (Paraguay) y Coímbra (Brasil).

## Toponimia
Fue nombrado en honor al general Germán Busch, militar que combatió en la Guerra del Chaco (1932 - 1935) y posteriormente fue presidente de Bolivia, durante su gobierno se firmó el Tratado de Paz, Amistad y Límites de 1938 con Paraguay, que aseguró la soberanía boliviana sobre este territorio.

## Geografía
La localidad se encuentra en la zona conocida como El Gran Pantanal, el cual es el pantano más grande del mundo (compartido con Brasil y Paraguay), la mayor parte del terreno es llano y parcialmente inundable, sin embargo, se encuentra en una zona estratégica para el acceso al Océano Atlántico a través del río Paraguay.

## Demografía
Puerto Busch se encuentra casi sin población, con la excepción de los guardianes de la Armada de Bolivia y algunos nativos de las tribus chiquitano y ayoreo.

## Historia
Puerto Busch se sitúa en un área llamada Triángulo Dionisio Foianini, junto al río Paraguay, zona que fue adjudicada a Bolivia en virtud del Tratado de Petrópolis firmado con Brasil el 17 de noviembre de 1903.
Luego de la Guerra del Chaco, concluida en 1935, se dieron las negociaciones de paz entre Bolivia y Paraguay, durante el gobierno de Germán Busch Becerra. El Tratado de Paz fue condicionado por el presidente boliviano, en el que exigía que se reconozca los 48 km de costas sobre el río Paraguay como territorio boliviano, amenazando incluso con retomar la guerra en caso no se aceptara. Fue así que el tratado, firmado el 21 de julio de 1938 en Buenos Aires, consolidó el territorio del Triángulo Dionisio Foianini donde se encuentra Puerto Busch para Bolivia.
Fue fundado el 12 de noviembre de 1952, por el Oficial de Ejército boliviano, Manuel Aguirre Quiroga, descendiente del ilustre escritor Nataniel Aguirre Gonzales Prada. Aguirre, quien se había especializado en ingeniería y topografía militar, recuperó este territorio para Bolivia, de parte de extranjeros de los países colindantes, los cuales ya tenían asentamientos en el lugar.
Mandó a construir algunas cabañas en la orilla del río para establecer oficialmente la soberanía de Bolivia. Realizó los levantamientos topográficos correspondientes y encabezó los trabajos para la elevación de tierra que permitiera establecer un puerto en el sitio.
La localidad está ubicada dentro del parque nacional Otuquis, creado el año 1997 mediante D.S. N.º 24762.
En diciembre de 2018, el presidente Evo Morales conformó el Consejo Estratégico para el aprovechamiento del Puerto Busch. En 2019 fue promulgada por Morales la Ley para el Desarrollo Integral de Puerto Busch, con el objetivo de promover inversiones en industria y el comercio de este puerto como un complejo de desarrollo estratégico.
En 2020 el proyecto de Puerto Busch fue declarado política de Estado por el gobierno de Jeanine Áñez.

## Infraestructura
Actualmente se encuentra en pleno proceso de construcción un nuevo puerto, el cual será uno de los más modernos del país, y por el cual Bolivia podrá exportar los productos de la región oriental hacia el exterior, principalmente hierro (desde el yacimiento del Mutún) y soja.

Carga de barcazas en Puerto Busch.

Se puede acceder a Puerto Busch por una carretera de tierra de 140 km que la conecta con Puerto Suárez.
La mayor diferencia de Puerto Busch con los otros puertos bolivianos (Puerto Suárez, Puerto Aguirre y Puerto Quijarro) es que Puerto Busch se encuentra directamente junto al río Paraguay, y su tráfico fluvial no está sujeto a interferir con otros países, por lo que tiene acceso directo a la Hidrovía Paraná-Paraguay ya que los barcos que salen de los otros puertos bolivianos ubicados aguas arriba deben atravesar obligatoriamente Brasil por el Canal Tamengo, para poder llegar al río Paraguay.

### Distancias a ciudades importantes

#### Por carretera
- Puerto Suárez 138 km
- Puerto Quijarro 148 km
- San José de Chiquitos 500 km
- Santa Cruz de la Sierra 766 km
- Corumbá 158 km

#### Por agua
- Bahía Negra 34 km
- Fuerte Olimpo 192 km
- Carmelo Peralta 281 km
- Coímbra 36 km
- Porto Murtinho 285 km